# Presley Norton
Presley Norton Yoder (Guayaquil, 26 de febrero de 1932 - Ib., 8 de mayo de 1993), fue un arqueólogo ecuatoriano. En 1963 fundó la agencia de publicidad "Norlop" junto a Alberto López y en el mismo año fue el precursor del primer canal de televisión del Ecuador, "Primera Televisión Ecuatoriana Canal 4" (luego Telesistema, hoy RTS). Hizo importantes excavaciones en los 70 e inicios de los 80, en la provincia del Guayas, donde hizo descubrimientos importantes sobre la cultura Valdivia y la cultura Machalilla . Murió el 8 de mayo de 1993 a causa de un infarto.